# Emil Hartsner
Emil "Megahertz" Hartsner, född Emil Bengt Jonathan Strömbeck 16 december 1989 i Stora Råby, är en svensk kampsportare och före detta professionell MMA-utövare.

## Bakgrund
Under uppväxt- och tonåren ägnade han sig åt ishockey, och fann nöje i det fysiska närspelet, vilket ledde honom till kampsporten när ishockeykarriären lades på is. 

## Kampsport
Efter en kort sejour på en thaiboxningsklubb hittade Hartsner ner till Frontier MMA:s källarlokaler i Rosengård under 2009. Grundaren och huvudcoachen Robert "Bobby" Sundel tog honom under sina vingar och snart började Hartsner tävla framgångsrikt i submission wrestling och brasiliansk jiu-jitsu. 

### Shooto
Därefter tog han steget över till shootfighting och vann SM-guld i 65:kilosklassen 2010.

### MMA

#### Amatör
Året därpå 2011 tog han guld i Amatör-MMA.

#### Professionell
2012 debuterade han i proffs-MMA och vann samtliga tre matcher under året.
Debuten skedde den 3 mars 2012 inför hemmapubliken i Rosengårds idrottshall då han tog sig an en polsk markspecialist vid namn Dawid Szymankiewicz (0-1) som föll på eget grepp då Hartsner ströp ut honom redan i första ronden. Även andra proffsmatchen gick av stapeln på hemmaplan och denna gång stod franske Issem Hasni (2-1) för motståndet men utgången blev ungefär densamma då Hartsner återigen vann på submission, nu i andra ronden och med en triangelstrypning. Årets tredje och sista drabbning stod i Lisebergshallen på The Zone 11 där Hartsner ställdes mot en italienare vid namn Gianluca Scottoli (5-2). Första gången utanför Malmö för Emil men resultatet blev än en gång detsamma. Precis som i sin debut vann han på rear naked choke i rond nummer 1.
Emil Hartsner åkte i slutet av 2012, för andra gången, över till USA för att träna med svenskvänliga Alliance MMA i San Diego som en del av uppladdningen inför mötet med Edris Rafigh (0-1) på Fighting For Change i Oskarshamn den 9 februari 2013. Denna match blev dock inställd på grund av en knäskada som Rafigh ådrog sig och Hartsner fick förlänga träningslägret till matchen mot den mycket meriterade thaiboxaren Martin Akhtar (2-1) på Heroes FC 1 den 23 mars. Det ovanligt långa campet påverkade inte hans prestation märkbart och han dominerade den internationellt erkände strikern Akhtar i tre ronder genom att ta ner honom på mattan och attackera med otaliga låsförsök och slag. Akhtar visade prov på stort hjärta och utmärkt submissionförsvar men hade inte mycket att sätta mot Emils markspel. 

##### The Ultimate Fighter
Emil deltog i uttagningarna till den 18:e upplagan av reality-serien The Ultimate Fighter i Las Vegas. Han förlorade matchen för att komma in i huset på beslut efter tre ganska händelsefattiga ronder mot britten Michael Wooten.

## Tävlingsfacit MMA
| Resultat | Facit | Motståndare         | Metod                   | Evenemang                     | Datum             | Rond | Tid  | Plats              | Notering |
| -------- | ----- | ------------------- | ----------------------- | ----------------------------- | ----------------- | ---- | ---- | ------------------ | -------- |
| Vinst    | 7-2   | David Häggström     | Submission (rear-naked) | BOB 5 - Battle of Botnia 2015 | 4 april 2015      | 3    | n/a  | Umeå, Sverige      |          |
| Vinst    | 6-2   | Shamal Tashkilot    | Submission (rear-naked) | Trophy MMA 6 - Easter Bash 1  | 4 april 2015      | 1    | n/a  | Malmö, Sverige     |          |
| Förlust  | 5-2   | Kamil Selwa         | KO (huvudspark)         | Trophy MMA 4 - Summer Break   | 30 augusti 2014   | 2    | 1:13 | Malmö, Sverige     |          |
| Vinst    | 5-1   | Dmitry Orlov        | Submission (rear-naked) | EMMA 9 - Mark Your Time       | 23 maj 2014       | 1    | 4:25 | Köpenhamn, Danmark |          |
| Förlust  | 4-1   | Toni Tauru          | Submission (gogoplata)  | EMMA 7 - European MMA 7       | 7 november 2013   | 1    | n/a  | Århus, Danmark     |          |
| Vinst    | 4-0   | Martin Akhtar       | Domslut (enhälligt)     | HFC - Heroes Fighting         | 23 mars 2013      | 3    | 5:00 | Halmstad, Sverige  |          |
| Vinst    | 3-0   | Gianluca Scottoli   | Submission (rear-naked) | The Zone FC 11 - Survival     | 30 september 2012 | 1    | 3:43 | Göteborg, Sverige  |          |
| Vinst    | 2-0   | Issem Hasni         | Submission (triangel)   | Frontier MMA Open 5           | 30 september 2012 | 2    | 3:02 | Malmö, Sverige     |          |
| Vinst    | 1-0   | Dawid Szymankiewicz | Submission (rear-naked) | FOB - Frontier Open Battle 4  | 3 mars 2012       | 1    | 3:40 | Malmö, Sverige     |          |